# 相貌心理学
相貌心理学（そうぼうしんりがく、仏: Morphopsychologie） は、1937年にフランスの小児精神科医であるルイ・コルマンによって創設された「顔によって人間性、性格、パーソナリティーなどを分析する」と主張する疑似科学。主張される仮定は科学的検証が行われておらず、心理学とは関係がない。なお、発祥の地フランスの「フランス相貌心理学会」を自称する組織も「相貌心理学は心理学の学位とは関係がない」と明言している。
パリで360年の歴史を持つサン＝ルイ病院の精神科長を務めると同時に、臨床心理学者でもあったコルマンは、研究活動の中で1億人を超える顔を分析。実証と例証から顔を類型学的に分類し、現在に至る相貌心理学の分析メソッドを確立した。彼の相貌心理学に関する著書は、フランスで最も権威ある出版局、フランス大学出版局 (P.U.F) から半世紀にわたり出版されている。また、学術書だけでなく一般向けに解説書や手軽なマニュアルも出版されるなど、国内では広く認知されている。フランス国内では1980年に「相貌心理学会SFM」が創設されている。SFMには資格認定試験があり、認定試験に合格すると、カウンセラーとして活動することができる。現在、フランス国内では企業の人事や教育の場などで、この資格を持ったカウンセラーが活動をしている。

## 分析方法
顔を客観データとしてとらえ、輪郭・肉付き・各器官・非対称・3つのゾーン（脳・感情・本能）を「点の表出」「面の表出」の観点で捉え、その人物の相貌を複合的に分析する。相貌心理学者は「部分は顔の一部」としてとらえ、点と点をきっちりつなげていって、全体を統合して性格傾向を理解するという。

## 心理学分析との違い
一般的な心理テスト・心理分析・適性検査・性格検査は、質問紙を用い被験者に質問を行い、その統計データを元に分析を行うことが多い。これに対し、相貌心理学は「顔」を客観データとして分析し、人間性、性格、パーソナリティーを見立てる。その大きな違いは、対象者や選択者の主観や感情の入る余地がなく、客観的な分析が可能なことである。また、質問に回答できない幼児や故人の分析や、過去・現在の顔写真の比較から、同一人物の内面やパーソナリティ―の変化の分析なども可能であるとする。